# Општина Санђеорђу де Муреш (Муреш)
Санђеорђу де Муреш (рум. Sângeorgiu de Mureş) општина је у Румунији у округу Муреш.
Oпштина се налази на надморској висини од 405 m.